# 松平頼利 (水戸藩)
松平 頼利（まつだいら よりとし）は、江戸時代前期の水戸藩士。

## 略歴
寛永7年（1630年）7月3日、常陸水戸藩初代藩主・徳川頼房の六男として江戸小石川邸にて誕生した。母は光善寺住職長然（三木之次の兄）の娘玉。異母兄である徳川光圀から3千石を与えられる。延宝2年（1674年）12月2日に45歳で死去した。頼利の血筋は頼多の死をもって断絶する。

## 系譜
- 妻：伽治 - 上杉憲国娘
  - 長女：夜遠 - 白井信胤妻
  - 次女：与津 - 保田宗郷妻
  - 長男：頼道 - 松平頼雄養子
  - 三女：総 - 堀田一之妻